# Alchemilla stiriaca
Alchemilla stiriaca é uma espécie de rosácea do gênero Alchemilla, pertencente à família Rosaceae.